# لازلو بولغار

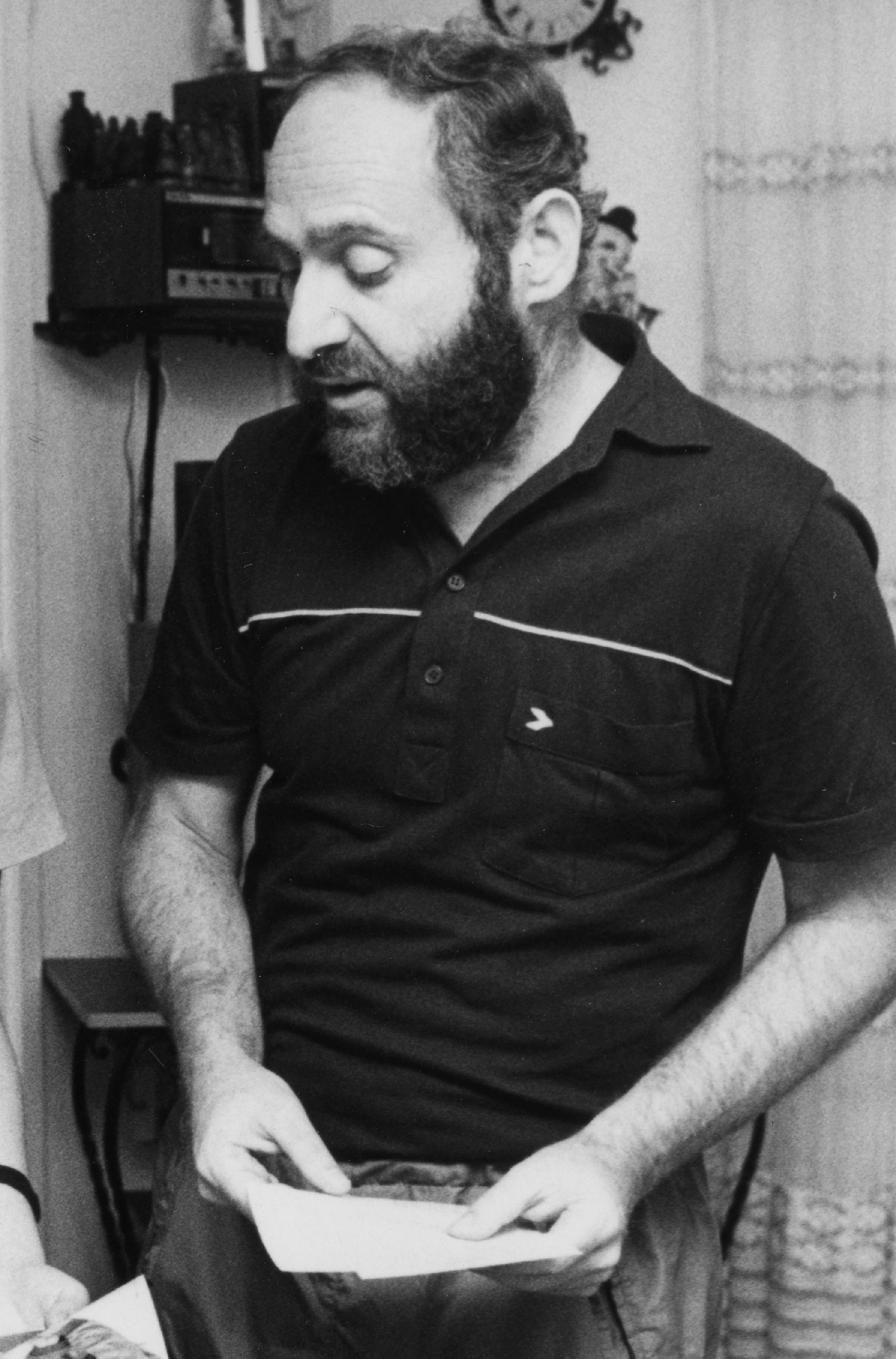
لازلو بولغار 1989

لازلو بولغار (بالمجرية: Polgár László)‏ (من مواليد 11 مايو 1946 في Gyöngyös)، وهو مدرس الشطرنج الهنغاري وعالم النفس التربوي والد «الأخوات بولغار» سوزان وصوفيا وجوديت، اللواتي تم تنشئتهن ليكن من محترفات الشطرنج، حيث أصبحت جوديت وسوزان أول وثاني أفضل لاعبات الشطرنج في العالم تباعاً.
ألف بولغار كتبًا شهيرة عن لعبة الشطرنج مثل الشطرنج: 5334 لغزاً تركيباً ولعبة وإعادة تشكيل الشطرنج وهي دراسة استقصائية للمتغيرات الشطرنجية. كما أنه يعتبر من رواد نظريات تربية الأطفال، يؤمن أن «العباقرة يصنعون ولا يولدون». تجربة بولجار مع بناته وصفت بأنها «واحدة من أكثر التجارب المذهلة... في تاريخ التعليم البشري». أشار بيتر ماس في الواشنطن بوست في عام 1992 إلى أنه «صُور من قبل منتقديه على أنه دكتور فرانكشتاين» واعتبره معجبوه «هوديني».

## التعلم والمهنة

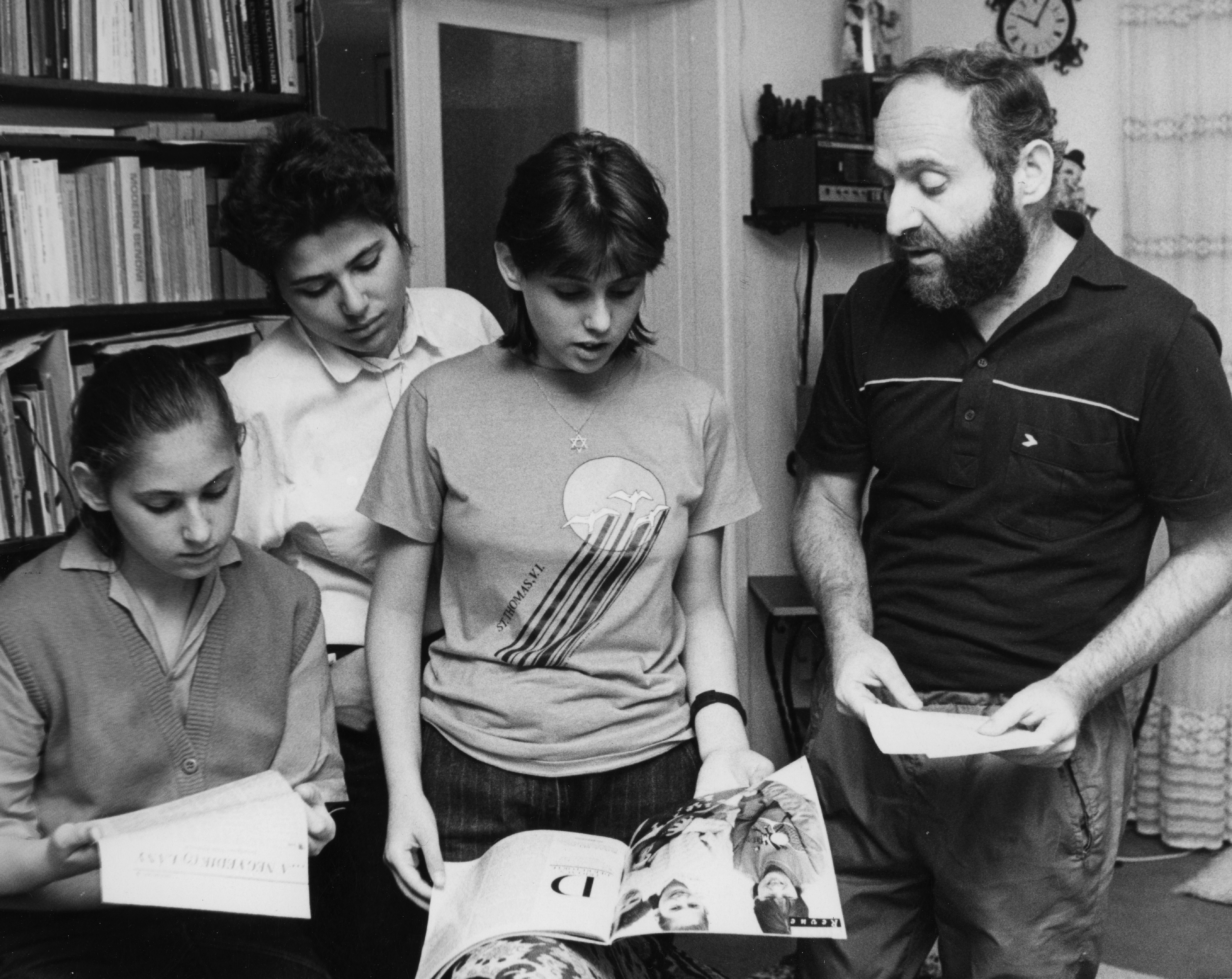
فتيات بولغار: جوديت، وزوزسا، وزوفيا، ووالدهن، لازلو بولغار.

درس بولجار الذكاء عندما كان طالبًا جامعيًا. وذكر فيما بعد قوله "عندما نظرت في سير حياة العباقرة" خلال سنوات دراسته، "وجدت نفس الشيء.... لقد بدأوا جميعًا في سن مبكرة للغاية ودرسوا بشكل مكثف." استعد للأبوة قبل الزواج، حسبما ذكرت مجلة بيبول في عام 1987، من خلال دراسة سير 400 من كبار المثقفين، من سقراط إلى آينشتاين. وخلُص إلى أنه إذا اتبع النهج الصحيح لتربية الأطفال، فيمكنه تحويل "أي مولود يتمتع بصحة جيدة" إلى "عبقري". في عام 1992  قال بولجار لصحيفة الواشنطن بوست: "إن العبقري لا يولد ولكنه يتعلم ويدرب... عندما يولد الطفل بصحة جيدة، فإنه عبقري محتمل.
في خطاب غرامي كتبه بولغار لمدرسة لغة أجنبية أوكرانية تدعى كلارا. شرح المشروع التربوي الذي كان يدور في ذهنه. عند قراءة هذه السير الذاتية، كان قد حدد«موضوعًا مشتركًا - تخصص مبكر ومكثف في موضوع معين». من المؤكد أنه «يمكن أن يحول أي طفل سليم إلى معجزة»، «يحتاج إلى زوجة مستعدة لمشاركته التجربة.»
تزوج هو وكلارا في الإتحاد السوفيتي، حيث انتقلت إلى المجر لتكون معه.أنجبا ثلاث بنات، تلقين التعليم المنزلي على يد بولغار في المنزل، مع تركيزه على لعبة الشطرنج وكذلك على الإسبرنتو والألمانية والروسية والإنجليزية والرياضيات عالية المستوى. نظر بولجار وزوجته في العديد من المهارات الممكنة لتدريب أطفالهم عليها، «بما في ذلك الرياضيات واللغات الأجنبية»، واستقرا أخيرا على لعبة الشطرنج. «يمكن أن نفعل الشيء نفسه مع أي مهارة، إذا بدأت في وقت مبكر، واستثمرت الكثير من الوقت وأعطيت شغفاً كبيراً لها»، وأوضحت كلارا في وقت لاحق: "لكننا اخترنا الشطرنج. فهي مهارة موضوعية للغاية وسهلة القياس. " وصفت سوزان الشطرنج بأنها خيارها الخاص: «نعم، كان يمكن أن يضعنا في أي مجال، لكنني كنت من اختار لعبة الشطرنج عندما كنت في الرابعة من عمري... لقد أحببت لعبة الشطرنج؛ لقد كانت لعبتي.»
بدأت التجربة في عام 1970 بفرضية بسيطة: أن أي طفل لديه القدرة الفطرية ليصبح عبقريًا في أي مجال يتم اختياره، طالما أن التعليم يبدأ قبل بلوغ سن الثالثة والتخصص في سن السادسة. اشتبك بولغار مع السلطات الهنغارية للحصول على إذن التعليم المنزلي للفتيات. ذكرت جوديت في عام 2008. "لم نذهب إلى المدرسة، وهو أمر غير مألوف للغاية في ذلك الوقت. كان الناس يقولون:" إن والديهن يدمرونهن، عليهن العمل طوال اليوم، أنهن لا يعشن طفولتهن".
عاشت العائلة في شقة متواضعة في قلب مدينة بودابست، حيث كانت غرفة المعيشة الضيقة مزدحمة بكتب الشطرنج،  وكان يصطف أحد الجدران برسوم من مشاهد الشطرنج منذ قرون مضت. وصفها أحد الحسابات بأنها «مزار لممارسة الشطرنج. كانت آلاف كتب الشطرنج محشوة على الرفوف. كانت الجوائز والألواح تشوش غرفة المعيشة. نظام بطاقات الملفات احتل جدارًا كاملاً. يتضمن سجلات من الألعاب السابقة للمتعة التحليلية التي لا تنتهي وحتى فهرس تاريخ بطولات للمنافسين المحتملين.»
بدأ بولغار في تعليم ابنته الكبرى سوزان لعب الشطرنج عندما كانت في الرابعة من عمرها. "بعد ستة أشهر دخلت سوزان نادي الشطرنج المليء بالدخان في بودابست"، كان مكتظًا بالرجال المسنين، وشرعت في التغلب على اللاعبين المخضرمين. بعد ذلك بوقت قصير، سيطرت على بطولة الفتيات تحت سن 11 في المدينة بنتيجة ممتازة. تمكنت جوديت من هزيمة والدها في لعبة الشطرنج عندما كانت في الخامسة من عمرها. صرحت جوديت في عام 2008. "بالنسبة لي، تعلم الشطرنج كان طبيعياً؛ مع أخواتي من حولي، كنت أرغب في اللعب"، وأضافت “ كانت العائلة كانت هدف بعض حركات معاداة السامية الشريرة. في الثانية عشرة من عمري حصلت على خطاب فيه صورة لأبي وعيناه [مفقوأتان] ، مع كلمات سيئة للغاية." وبسبب معاداة السامية والانتقادات التي كان عليهن تحملها، لم تكن هناك غيرة بين الأخوات، قالت جوديت في عام 2008 أن هذه التحديات "أبقتنا مترابطات ببعضنا".
في أحد مقابلاتها عام 2012، حكت جوديت عن «الجو الخاص للغاية» الذي نشأت فيه. «في البداية، كانت لعبة. والدي ووالدتي تربويان استثنائيان لديهم القدرة على التحفيز. فيما بعد، أصبحت لعبة الشطرنج بالنسبة لي رياضةً وفنًا وعلمًا، كل ذلك معاً. كنت أركز بشدة على لعبة الشطرنج، وسعيدة بهذا العالم، لم أكن من هذا النوع المتمرد والمحب للخروج، كنت سعيدةً بكوننا دائرة مغلقة في المنزل، ثم خرجنا للعب الشطرنج ورأينا العالم، إنها حياة صعبة للغاية وعليك أن تكون حذرًا جدًا، خاصةً الآباء والأمهات الذين يحتاجون إلى معرفة حدود ما يمكنك وما لا يمكنك فعله مع طفلك، لقد قضى والداي معظم وقتهم معنا؛ فقد صحبونا في أسفارنا [عندما لعبنا في الخارج] ، وكان لهم السيطرة. مع أبناء نوابغ آخرين، كان ذلك  ليكون مختلفًا. الأمر هش للغاية. لكنني سعيدة لأني وشقيقاتي لم نسلك المنحنى السيئ». لاحظ مراسل لصحيفة الجارديان أنه في حين أن «أفضل لاعبي الشطرنج يمكن أن يكونوا مختلين»، إلا أن جوديت كانت «مريحة ودودة ومتوازنة بشكل مثير للقلق،» بعد أن تمكنت «من الجمع بين ممارسة مهنة تنافسية في لعب الشطرنج  مع كونها أماً لطفلين صغيرين، وإدارة مؤسسة شطرنج في المجر، وكتابة الكتب وتطوير البرامج التعليمية القائمة على لعبة الشطرنج».
ينما قام بولغار بتدريس البنات الشطرنج، اعتنت زوجته بالبيت وبعد ذلك نسقت رحلاتهن إلى البطولات في 40 دولة. قالت ابنته سوزان في مقابلة أجريت عام 2005: «يعتقد والدي أن الموهبة الفطرية ليست شيئًا فعلياً، وأن [النجاح] هو نتاج العمل الشاق بنسبة 99 بالمائة». كما وصفت بولغار بأنه «صاحب رؤية ويؤمن أن الناس بإمكانهم إنجاز الكثير، أكثر مما ينجزون بالفعل». على الرغم من انتقاد بولغار في بعض الأوساط لتشجيعه بناته على التركيز بشدة على لعبة الشطرنج، إلا أن الفتيات صرحن في وقت لاحق أنهن قد استمتعن بذلك. يقول بولغار: «ذات مرة وجدت صوفيا في الحمام في منتصف الليل ورقعة شطرنج بين ركبتيها.» «صوفيا، اتركي القطع وحالها !» قال لها. «أبي، لن يدعوني  وشأني!» أجابت.
أصبحت جميع بنات بولغار لاعبات شطرنج بارعات، ولكن صوفيا الأقل نجاحًا بين الثلاثة، والتي أصبحت سادس أفضل امرأة في العالم، اعتزلت اللعب واستمرت في دراسة الرسم والتصميم الداخلي والتركيز على كونها ربة منزل وأم . وُصفت جوديت بأنها "بلا شك أفضل لاعبة شطرنج في العالم لم يسبق لها مثيل". اعتبارًا من عام 2008، كانت أفضل لاعبة شطرنج على مستوى العالم منذ ما يقرب من 20 عامًا." كانت سوزان التي أصبحت ثاني أفضل لاعبة شطرنج في العالم، في سن السابعة عشر، أول امرأة تتأهل على الإطلاق لما كان يُطلق عليه آنذاك "بطولة العالم للرجال"، [مشكوك فيها] ، لكن اتحاد الشطرنج العالمي، FIDE ، لم تسمح لها بالمشاركة.
صرح بولغار في عام 1992 إنه يريد الآن كسر الحواجز العرقية في عالم الشطرنج الأبيض بالكامل من خلال تبني «طفل أسود من العالم الثالث» كان سيتدرب ليصبح معجزة الشطرنج. استذكرت سوزان في عام 2005 أنه قبل حوالي 15 عامًا، عرض «ملياردير هولندي لطيف للغاية يدعى جوب فان أووستروم» مساعدة بولغار على «تبني ثلاثة أولاد من بلد نامٍ وتربيتهم تمامًا كما ربانا». ووفقًا لسوزان، فإن بولغار «أراد فعل ذلك، لكن والدتي صرفت الفكرة عن رأسه. كانت تدرك أن الحياة لا تتعلق فقط بلعبة الشطرنج، وأن كل البقية ستقع على عاتقها».
في مقابلة لبولغار عام 1993، وصفه مقابِلهُ ويليام هارتستون بأنه يشبه "قزم حديقة ساخط" حيث أجاب على الأسئلة "بصوت موسيقي، بلهجة إنجيلية وميل إلى التحديق في الفضاء". قال هارتستون إن بولغار ارتدى "ندوب التعب بعد عقود من القتال ضد منظمي الشطرنج المجريين الذين أرادوا من بناته أن يلعبن في بطولات السيدات بدلاً من التنافس ضد الرجال، والسلطات التعليمية التي أرسلت شرطيًا مسلحًا لجر سوزان إلى المدرسة". كتب هارتستون أن "معادلة السعادة" لبولغار هي "العمل والحب والحرية والحظ"، لكن المفتاح هو العمل الشاق، لأن العمل الجاد يخلق الحظ؛ والعمل زائد الحظ يساوي العبقرية؛ وعلى الأرجع فإن العبقري أكثر ميلاً  للسعادة ". ولاحظ هارتستون بأن تربية بولغار لبنات ثلاث،  اضطره إلى مواجهة قضايا عدم المساواة الجنسية. يقول بولغار "على الرجال أن يكونوا أذكياء وصعبين، وعلى النساء أن يكن جميلات وأن يعتنين بالعائلة. عندها فقط، إذا كان لديهن الوقت،  بإمكانهن أن يصبحن ذكيات" وأعرب عن أمله في أن تجربته "ستساعد على تغيير هذا التحيز."
صرح بولغار في عام 1993: «يمكن حل مشاكل السرطان والإيدز بسهولة أكبر إذا تم استخدام نظامنا لتعليم 1000 طفل». في نفس العام، بالنظر إلى تجربة بولغار، قالت كلارا إن «كل شيء وعد به قد تحقق».

## كتب وأفلام عن بولغار
أسهب جيف كولفين في الحديث عن تجربة بولغار في كتابه لعام 2008 (الموهبة مبالغ في تقديرها) ، كما فعل فرانك ماكنيل في كتابه لعام 2008 بعنوان (التعلم مع المخ في العقل) في عام 1992، كما نشرت كاثي فوربس كتابًا بعنوان (الأخوات بولغار: تدريب أم عبقرية؟).
تم عرض فيلم وثائقي عن بولغار وتجربته على التلفزيون الإسرائيلي في عام 2012. وصرح أمير هاريل منتج الفيلم الوثائقي إن قصة بولغار "تمس العديد من جوانب الحياة: التجربة التعليمية، والأيديولوجية الكامنة، والكفاح البطولي ضد النظام الشيوعي، والقضايا المتعلقة بالمساواة بين الجنسين، والعلاقات الأسرية، وحتى قصص الحب. من الواضح أن الفيلم يحاول فك غموض الأب لازلو بولغار”. كما صرح المخرج يوسي أفيرام إن "سنوات من سوء المعاملة من قبل السلطات ووسائل الإعلام جعلت الأسرة مرتابةً من الإعلاميين الذين أرادوا إنتاج فيلم عنهم. ما ساعدني هو حبي للشطرنج وحقيقة أنني وقعت في حب هذه العائلة."

## مؤلفات بولغار
ألف بولغار العديد من الكتب حول لعبة الشطرنج. الأكثر شهرة من بينها هو (الشطرنج: 5334 لغزاً تركيباً ولعبة)، والذي يتضمن 5334 موقف تعليمي مختلف - كثير منها مأخوذ من المباريات الحقيقية - بما في ذلك 306 تكتيكاً للوصول إلى كش ملك في خطوة واحدة، و 3412 في حركتين، 744 في ثلاث خطوات، و 600 لعبة مصغرة، و 144 نهاية بسيطة، و 128 مجموعة من ألعاب البطولات، بالإضافة إلى حلول، والقواعد الأساسية للعبة وببليوغرافيا دولية. "  وقد وصف هذا الكتاب بأنه "واحد من أكثر كتب الشطرنج شهرة على الإطلاق."